# Jenő Beamter

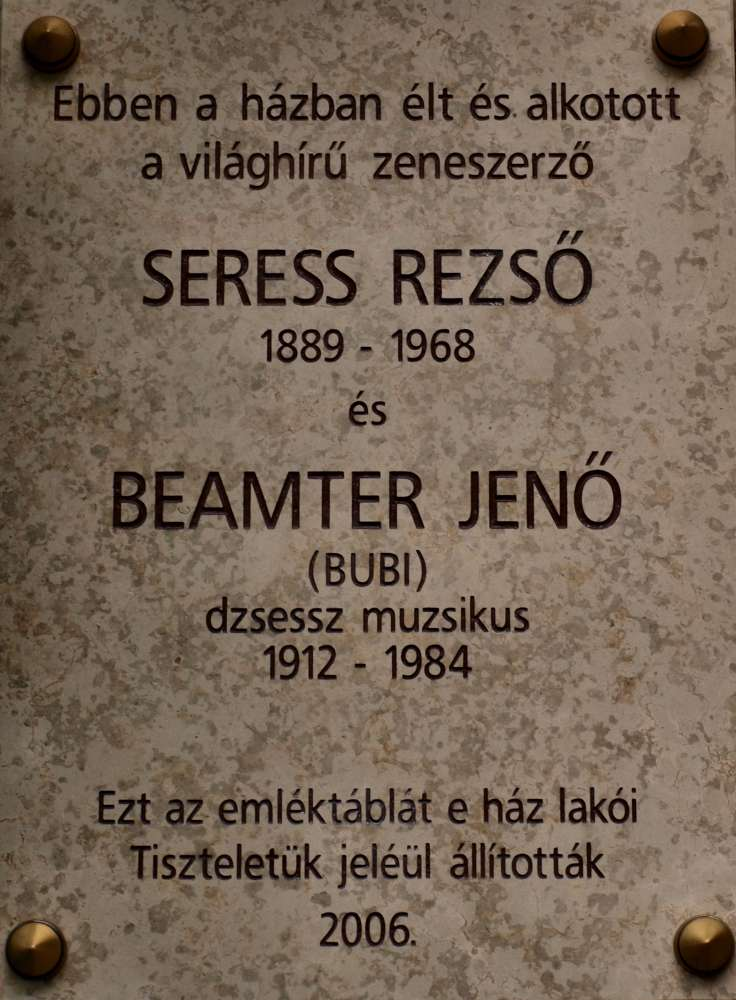
Erinnerungstafel in Budapest, Distrikt VII, Dob Straße No 46/b

Jenő „Bubi“ Beamter (* 7. August 1912 in Budapest; † 11. Januar 1984 ebenda) war ein ungarischer Jazzmusiker (Schlagzeug, Vibraphon, Komposition).

## Leben und Wirken
Beamter hatte eine Ausbildung als Geiger und Pianist, wechselte unter dem Einfluss von Lionel Hampton aber zu dessen Instrumenten. Ab 1932 spielte er in den Bigbands und Combos, die Lajos Martiny leitete wie den Smiling Boys; mit ihnen war er zwischen 1940 und 1942 an vielen Aufnahmen beteiligt. Nach Beendigung des Zweiten Weltkriegs gehörte er zur Band von Pianist Lajos (Lulu) Solymossy, mit dem er in Budapest auftrat, aber zwischen 1953 und 1957 auch auf Tourneen in Ungarn, Jugoslawien und Österreich spielte. 1957 war er mit Gábor Szabó im Aufnahmestudio. Von 1958 bis 1962 arbeitete er bei Pianist József Szabó, mit dem 1962 das Album Egy este a Duna Bárban entstand. Von 1981 an leitete er ein Quartett mit Martiny, mit dem Qualiton die LP Bűvölet veröffentlichte. Bei Hungaroton erschien im Jahr 2000 eine CD mit seinen Aufnahmen unter dem Titel Sentimental Journey. Weiterhin ist er auf Aufnahmen von Mihály Tabányi und der Deák Big Band zu hören.
Von seinem Leben war István Örkénys Novelle Bubi (Budapest, 1946) inspiriert.

## Lexikalischer Eintrag
- Géza Gábor Simon, Rainer E. Lotz: Beamter, Jenő [Bubi] in: Barry Kernfeld (Hrsg.): New Grove Dictionary of Jazz 2002 (Oxford Music Online)